# Oeax latefasciatus
Oeax latefasciatus är en skalbaggsart som beskrevs av Stefan von Breuning 1978. Oeax latefasciatus ingår i släktet Oeax och familjen långhorningar.
Artens utbredningsområde är Ghana. Inga underarter finns listade i Catalogue of Life.